# William Smith (politico)
William Smith (Marengo, 6 settembre 1797 – Richmond, 18 maggio 1887) è stato un politico e avvocato statunitense. Era soprannominato Extra Billy

## Biografia
Fu il trentesimo e trentacinquesimo governatore della Virginia. Nato nella contea di King and Queen studiò in scuole private.
All'inizio della guerra rifiutò la carica di generale di brigata rendendosi conto della sua inadeguatezza a tale ruolo. Partecipò alla battaglia di Seven Pines dove venne ferito, peggior sorte gli toccò durante la battaglia di Antietam, dove fu momentaneamente al comando di una brigata, per tre volte il suo corpo venne ferito ma mantenne sempre il comando.
Alla sua morte il corpo venne sepolto all'Hollywood Cemetery.